# Baby You Don't Wanna Know
"Baby You Don't Wanna Know" is de tweede single van het vijfde album van Sum 41 genaamd Screaming Bloody Murder, uitgekomen op 7 februari 2011.

## Geschiedenis
"Baby You Don't Wanna Know" is, samen met Time for You to Go, een van de twee nummers die pas op het allerlaatste moment aan het album werden toegevoegd. Deryck Whibley produceerde het liedje zelf, aangezien het label niet meer wilde betalen voor nog meer nummers. "Blood in My Eyes" of "Back Where I Belong" werden voordien getipt als tweede single, maar uiteindelijk werd voor "Baby, You Don't Wanna Know" gekozen, omdat dit radiovriendelijker was. Hoe dan ook, "Blood in My Eyes" werd de derde single.
Het nummer, geschreven door Whibley en Matt Squire, werd door Todd Morse beschreven als "straight-up-rock and roll" met invloeden van The Beatles en The Rolling Stones. Het kreeg over het algemeen positieve reacties, hoewel sommigen het nummer ongeschikt als single vonden, omdat het niet representatief genoeg voor het album zou zijn.
De voor een laag budget gemaakte videoclip van het nummer werd gedraaid in Duitsland door een lokale cameraploeg tijdens hun SBM World Tour. De clip toont beelden van de groep op tournee.

## Verschijningsdata
| Regio  | Datum           |
| ------ | --------------- |
| Europa | 3 augustus 2011 |
| Canada | 15 juni 2011    |